# Acacia campoptila
Acacia campoptila là một loài thực vật có hoa trong họ Đậu. Loài này được Schweinf. miêu tả khoa học đầu tiên.